# Friedrich Egermann

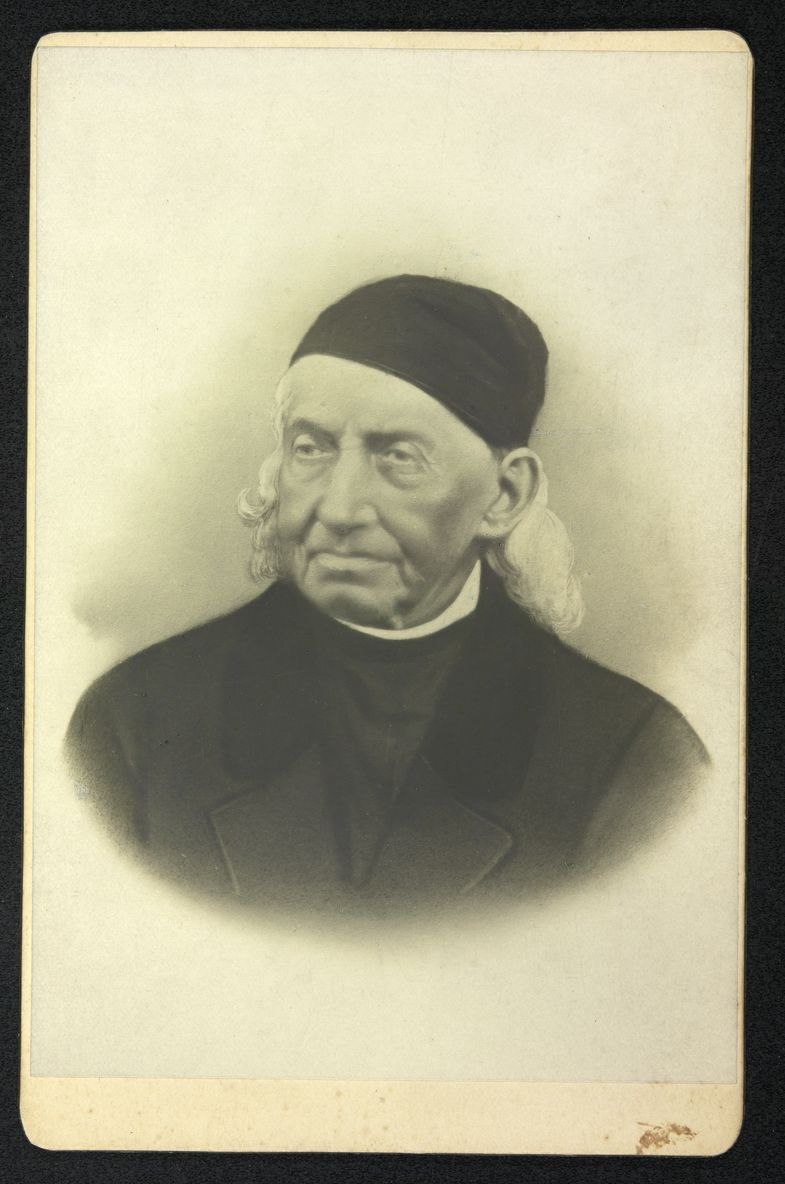
Friedrich Egermann 1850

Friedrich Egermann (* 5. März 1777 in Schluckenau, Nordböhmen; † 1. Januar 1864 in Haida) war ein deutschböhmischer Glasmaler, Glastechnologe und Unternehmer.

## Beruflicher Werdegang
Friedrich Egermann, eine der bedeutendsten Persönlichkeiten der Glasindustrie in Böhmen, stammte mütterlicherseits aus den deutschböhmischen Glasmachersippen Kittel und Friedrich. Er ist ein Sohn des gleichnamigen Friedrich Egermann (verstorben 1794), Oberamtmann zu Neudorf/Böhmen (Nova Ves bei Chomutov) und dessen Ehefrau Rosina Kittel. Er ehelichte 1806 mit 29 Jahren Elisabeth Schürer, Tochter des Glashändlers und Unternehmers Benedikt Schürer (Glasmacher) in Blottendorf (Polevsko) bei Haida.
Seine jüngeren Brüder waren:
- Ignaz Ritter von (seit 1844) Egermann (* 1784 in Schönfeld (Krasne Pole) bei Varnsdorf im Bezirk Warnsdorf, † 1853 in Prag, begraben in Haida), Glasgroßhändler und Importeur heimischen Glases vor allem nach Rußland. Zuletzt Gutsbesitzer in Wrbitschan (Vrbitcany) bei Lobositz an der Elbe.
- Johann Wenzel Egermann (* 1788 in Schönfeld, Bezirk Warnsdorf, † 1862 in Haida), Glashändler, zusammen mit seinem Bruder Ignaz in Rußland

Aus bürgerlichen Verhältnissen der Mittelschicht arbeitete sich Friedrich Egermann nach sehr wechselvollen Jugendjahren zu einem anerkannten Glasmaler, Technologen, gewandten Glasgeschäftsmann und geachteten Mitglied des Bürgertum empor. Er war zeitweilig Küchenknecht, Schneider-, Bierbrauer- und Fleischhauergehilfe und Schafhirte.
Das Glasmacher- und Glasmalerhandwerk lernte er bei dem Bruder seiner Mutter Rosina Kittel, dem Glashüttenmeister Anton Kittel in Falkenau und wurde in die Zunft der Kreibitzer „Glasschneider, Vergolder und Glasmaler“ aufgenommen. Seine Wanderjahre führten ihn auch als Scherenschleifer und Drahtbinderjunge in die bedeutenden sächsische Porzellanmanufakturen in Gera und auf der Albrechtsburg in Meißen. Trotz strengster Geheimhaltung gelang es ihm, sich mit der Zubereitung der Farben, Pinsel und der Technik der feinen Porzellanmalerei bekannt zu machen. In seiner Heimat nahm er dann zwei Jahre lang bei Professor Marcellus Fromm (1746–1799) im Piaristenkollegium in Haida Unterricht in Zeichnen und begann sich allmählich als fähiger Glasmaler durchzusetzen. Mit 29 Jahren heiratete er Elisabeth Schürer, die Tochter des Glashändlers und Unternehmers Benedikt Schürer aus Blottendorf und konnte sich dadurch finanziell absichern.

## Maltechniken
Er befasste sich anfangs mit fein gemalten Dekors auf Milch- und Alabasterglas. 1809 hatte er erste kommerzielle Erfolge mit der neuen Maltechnik des Mattierens von Milchglas, dem sogenannten Agatieren. Gewiss unter den Erfahrungen, die er in Meissen sammeln konnte, standen weitere Malertechniken, vor allem die Verbesserung der weißen Farbe zu glänzendem Perlmutteremail und dem matten Biskuitemail, das auch in Pastellschattierungen getönt wurde. Die Technik des Auftragens des plastischen Emails übertrug er auch auf die Verzierung von Spiegelrahmen.

## Glasbeizen
Egermann befasste sich seit 1816 auch mit Experimenten des Glasfärbens in dünnen Schichten durch Beizen. Es gelang ihm schließlich, die Technologie der gelben Silberbeize zu bewältigen und er nutzte alle Möglichkeiten der Silberbeize aus, beispielsweise bei der Produktion von Lithyalingläsern sowie durch die Kombination von Gravur und Transparentfarben. Um 1820 war Egermann schon so erfolgreich, dass er in Haida das Bürgerrecht erlangte und eine umfangreiche Glasraffinerie errichten konnte. Im gleichen Jahr übernahm er als Nachfolger seines Onkels, des Glasmachermeisters Anton Kittel, für die Dauer von zwei Jahren die Verwaltung der Glashütte Neuhütte in der Gemarkung Röhrsdorf.

## Lithyalingläser
Ein scheinbar zufälliges Ergebnis von Egermanns Versuchen waren Steingläser, eine bestimmte Art von sattfärbigen, getrübten Gläsern mit wesentlichen nichthomogenen Teilen (Streifen, Marmorierungen), die den Naturhalbedelsteinen (Marmor, Jaspis, Achat u.a) ähnlich sind. Diese Glasschmelzen waren in den meisten Glashütten, die Farbglas erzeugten, allgemein bekannt. Egermanns Beitrag besteht darin, dass er die Marmorglasschmelzprodukte dekorativ schleifen und auf die geschliffenen Flächen und Medaillons die Gelb- und Rotbeize einbrennen ließ und so einen neuen Typ des Erzeugnisses mit effekt- und ausdrucksvoll verfärbten nichthomogenen Teilen und verschiedenfarbiger Oberfläche schuf. An der Wiener Technischen Hochschule wurde das Produkt Lithyalin (von altgriechisch λίθος lithos, deutsch ‚Stein‘) benannt. Für die Erfindung der Lithyalingläser bekam er 1829 das kaiserliche Privilegium, und noch im demselben Jahr brachte er Lithyaline in großem Umfang auf den Markt, die aufgrund der verschiedenen Sorten von Glasrohlingen und den nachfolgenden unterschiedlichen Beizen eine breite Palette von Farbnuancen aufwiesen. Mit seinen Lithyalinen erzielte Egermann Erfolge auf verschiedenen Industrieausstellungen, was die Konkurrenten und vor allem die Rohglaslieferanten Egermanns zu Nachahmungen anregte.

## Rotbeize
Als es nach 1840 zu einem Rückgang des Interesses für Stein- und Lithyalingläser kam, führte Egermann seine einzigartige Erfindung – die Rotbeize – auf den Markt ein. Ein zufällig gefundener Scherben mit Rotbeize beim Experimentieren am Muffelofen gab den Anstoß dazu. Zuerst bemühte er sich, die rote Verfärbung durch Gold (ähnlich wie bei der Silberbeize durch Silber) zu gewinnen. Später fand er den richtigen Weg durch die Verwendung von Kupferverbindungen. Nach 16 Jahren harter Arbeit mit rund 5.000 Experimenten kam der Erfolg. Es gelang ihm, die Grundkomponenten zu bestimmen, die richtige Aufbereitung der Substanzen festzulegen, einschließlich der komplizierten Art des dreifachen Brennens. Ab 1832 begann er die Rotbeize in seiner Raffinerie in Haida industriell zu erzeugen. Die gebeizten Rohgläser wurden weiter mit Schliff und der „Rutschgravur“ mit den für die Biedermeierzeit und das zweite Rokoko typischen Motiven verziert. Die Erfindung der Lithyaline und der Rotbeize brachte Egermann hohe Anerkennung. Es wurde ihm der Titel „privilegierter Erzeuger“ zugesprochen, und in den Jahren 1833 und 1848 erhielt er vom „Verein zur Ermunterung des Gewerbefleißes in Böhmen“ die Silber- und Goldmedaille. In seiner Raffinerie in Haida veredelte er mit seinen 200 Mitarbeitern Glaserzeugnisse von hohem handwerklichen, technischen und ästhetischen Niveau. So wurden allein im Jahr 1842 etwa 2.000 bis 2.500 Zentner Glas veredelt.
Bei einem Einbruch in seinem technologischen Labor konnten seine Konkurrenten Rezeptbücher und Muster entwenden und seinen speziell hergerichteten Einbrennofen für den Reduktionsbrennvorgang kopieren. So verbreitete sich die Kenntnis der Rotbeize allmählich in Europa und gelangte auch nach Übersee.

## Vermächtnis
Nach Friedrich Egermanns Tod in der Neujahrsnacht 1863/64 leitete sein Sohn Anton Ambrosius Egermann, * ..., die Firma bis zu dessen Tod am 9. November 1888 weiter und die Egermann'sche Raffinerie stellte Ende 1888 den Betrieb ein. Der Name Egermann blieb jedoch als Begriff eines Selfmademans erhalten, der sich um die Glaskunst in Böhmen verdient gemacht hat und zu einer der bedeutendsten Persönlichkeiten der Glasindustrie in der 1. Hälfte des 19. Jahrhunderts wurde. Seine 1828 patentierte Erfindung der  Rotbeize des Glases wird unter der Bezeichnung „EGERMANN“ auch heute weiter angewendet, nicht nur in der Glasmacherstadt Nový Bor (Haida), sondern auch in Deutschland von Firmen, die ursprünglich aus dem Gebiet um Haida stammten und 1945/1946 als Heimatvertriebene im Ausland ansässig wurden. Zahlreiche Stücke aus seiner Werkstatt sind im Glasmuseum Waldkraiburg erhalten geblieben.
Ein Teil seines schriftlichen Nachlasses befindet sich im Deutschen Kunstarchiv im Germanischen Nationalmuseum in Nürnberg.